# Carl Engelhorn

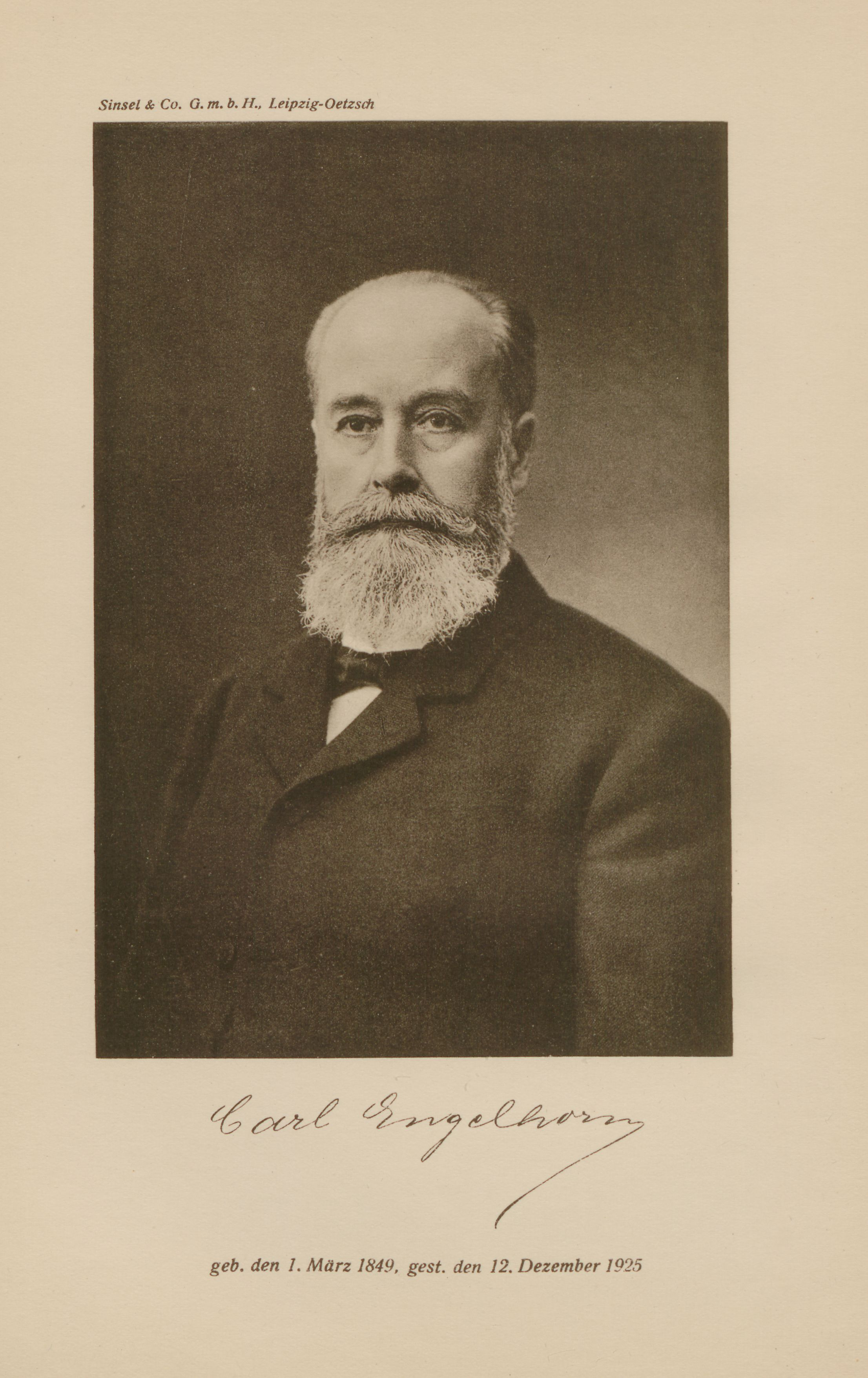
Fotoportrait des Verlegers Carl Engelhorn im Adreßbuch des Deutschen Buchhandels 89.1927 - Frontispiz

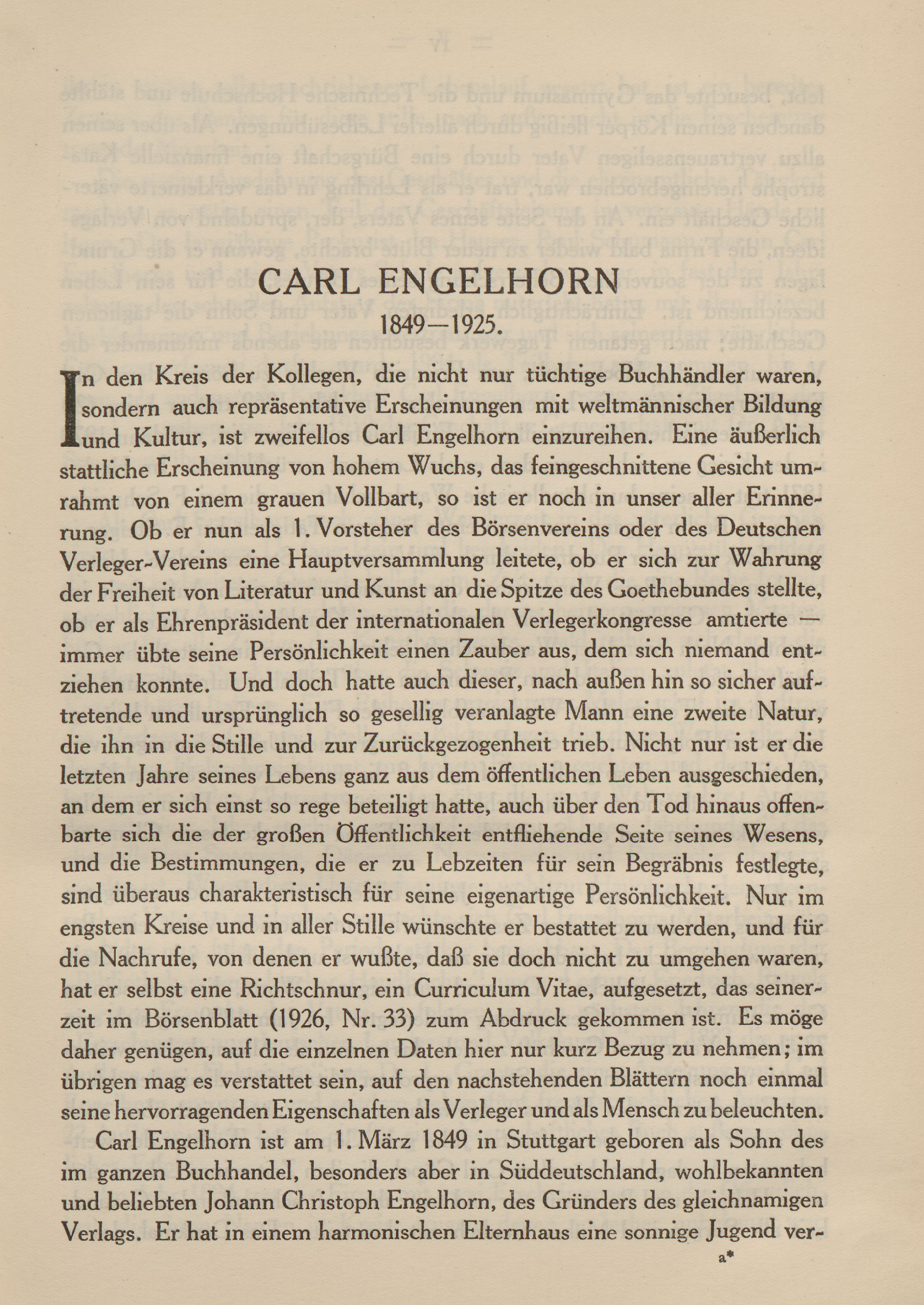
Biographische Würdigung und Fotoportrait des Verlegers Carl Engelhorn im Adreßbuch des Deutschen Buchhandels 89.1927 - S. 1

Carl Engelhorn (* 1. März 1849 in Stuttgart; † 12. Dezember 1925 ebenda) war ein deutscher Verleger aus der Familie Engelhorn. 

## Leben
Carl Engelhorns Vater Johann Christoph Engelhorn (1818–1897) hatte den Engelhorn-Verlag in Stuttgart gegründet. Carl besuchte das Gymnasium in Stuttgart und studierte an der dortigen Technischen Hochschule, bevor er als Lehrling in den Verlag des Vaters eintrat.
Engelhorn nahm im 2. württembergischen Jägerbataillon am Deutsch-Französischen Krieg 1870/71 teil, bevor er seine buchhändlerische Ausbildung an verschiedenen in- und ausländischen Orten fortsetzte und sowohl in Berlin als auch in den USA arbeitete. Anschließend trat Engelhorn wieder ganz in den Verlag ein. 1890 führte Engelhorn das Geschäft als Alleininhaber fort. 1904 wurde der langjährige Prokurist des Verlags, Paul Schumann (1864–1937), als Teilhaber aufgenommen, der 1910 zusammen mit Adolf Spemann den Verlag übernahm, da Engelhorn sich aus Krankheitsgründen zurückziehen musste.
Engelhorn war ab 1887 im Vorstand des Stuttgarter Verleger-Vereins. Von 1891 bis 1897 war er Vorsteher des Süddeutschen Buchhändler-Vereins, von 1897 bis 1901 dann erster Vorsitzender des Börsenvereins des Deutschen Buchhandels. Von 1904 bis 1909 war Engelhorn erster Vorsteher des Deutschen Verleger-Vereins.
In Stuttgart wirkte er im Bürgerausschuss, in der Handelskammer, im Vorsteherrat der Württembergischen Sparkasse und im Württembergischen Gothebund. Er stiftete 1901 die Volksbibliothek Stuttgart.
Engelhorn war verheiratet mit Julie, geb. Göpel, der Tochter des Verlagsbuchhändlers Carl Göpel. Sein Onkel Friedrich Engelhorn war Mitbegründer der BASF.

## Ehrungen
- Im 5. Obergeschoss der Stadtbibliothek Stuttgart ist das Carl-Engelhorn-Kabinett nach Engelhorn benannt.